# Entscheidungen der Oberverwaltungsgerichte
Die Entscheidungen der Oberverwaltungsgerichte (OVGE) sind eine Sammlung obergerichtlicher Entscheidungen des Oberverwaltungsgerichts für das Land Nordrhein-Westfalen und des Niedersächsischen Oberverwaltungsgerichts.
In den OVGE ist seit 1961 zudem eine im Umfang unregelmäßige Auswahl von Entscheidungen des Verfassungsgerichtshofes für das Land Nordrhein-Westfalen und des Niedersächsischen Staatsgerichtshofes abgedruckt. 
Von den Mitgliedern der Gerichte in Nebentätigkeit herausgegeben, erscheinen die OVGE seit 1951. Berücksichtigt sind Entscheidungen ab dem Jahr 1949. Da bis zur Einrichtung des Schleswig-Holsteinischen Oberverwaltungsgerichts das Oberverwaltungsgericht in Lüneburg ebenso für Schleswig-Holstein zuständig war, sind entsprechende Entscheidungen bis 1991 ebenfalls in den OVGE enthalten.
Die OVGE werden seit 2008 im Verlag Dr. Otto Schmidt in Köln publiziert, zuvor im Aschendorff Verlag in Münster.
Neben den abgedruckten Entscheidungen verfügt jeder Band über ein Verzeichnis der Richterinnen und Richter beider Oberverwaltungsgerichte, über ein Abkürzungsverzeichnis, über ein „Systematisches Verzeichnis“, das zwischen Verfahrensrecht, materiellem Verwaltungsrecht und Verfassungs- und Staatsrecht unterscheidet, über ein Gesetzesregister sowie über ein Stichwortverzeichnis. 
Analog zu ähnlichen Entscheidungssammlungen ist eine Zitierweise in der Folge „Abkürzung, Band, Seitenzahl“ üblich – beispielsweise „OVGE 52, 416“ (= Band 52, Seite 416).